# 德奥达·德·塞弗拉克
约瑟夫-玛利亚·德奥达·德·塞弗拉克（法語：Joseph-Marie Déodat de Séverac；1872年7月20日—1921年3月24日），法國作曲家。出生于法国南部朗格多克地区的一个小镇，到圣乐学校师从丹第学习。后来他结识了阿尔贝尼兹，成为他的助手，并在他死后续写了他的一些未完成作品。晚年居住在法国和西班牙边境地区。塞弗拉克的音乐体现了普罗旺斯和加泰罗尼亚民间文化的深刻影响，作品中大量采用民间元素，并结合运用印象派的写作手法，音乐丰富多彩，引人入胜。

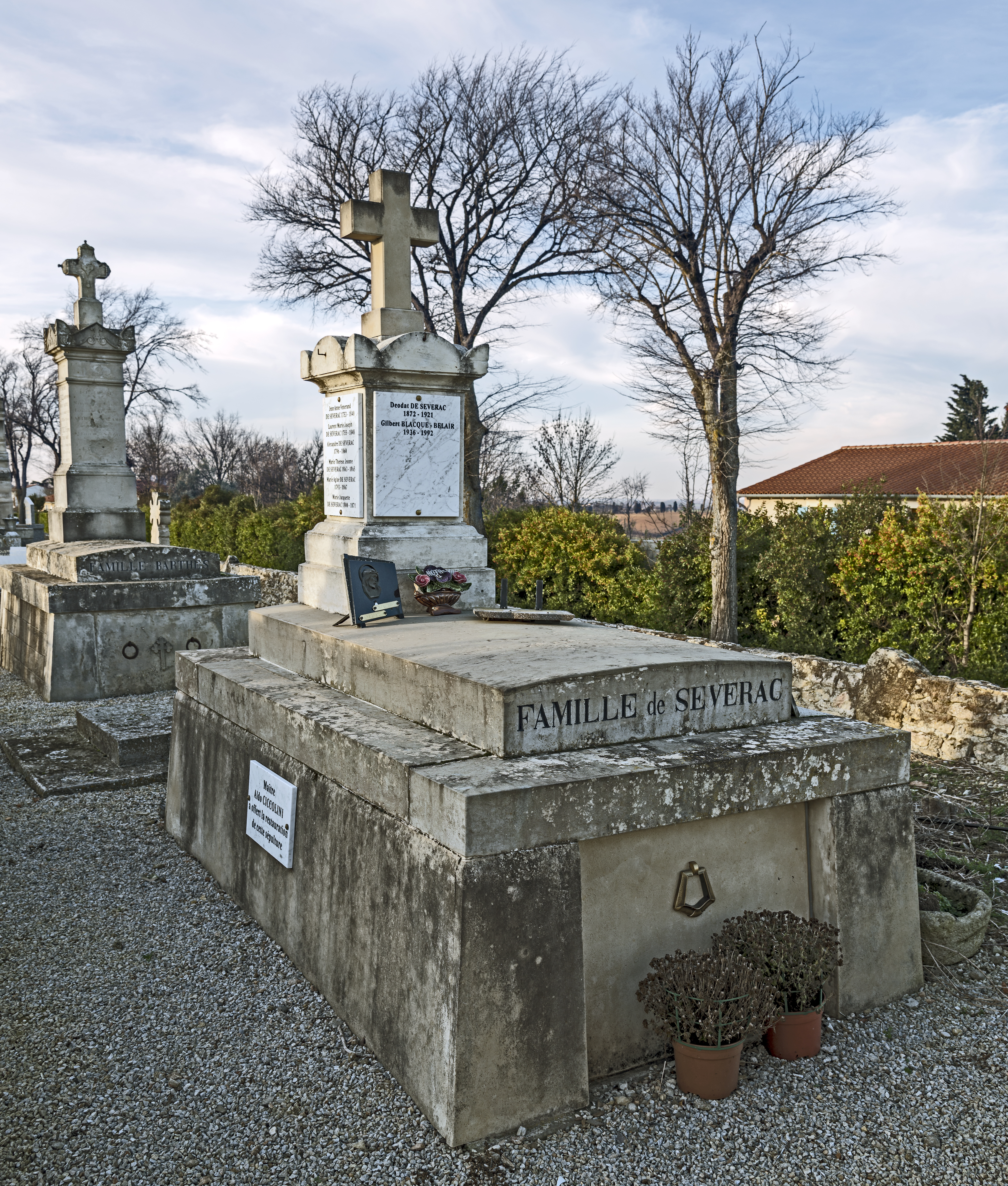
塞弗拉克之墓